# Fissidens kilaueae
Fissidens kilaueae är en bladmossart som beskrevs av Hoe och H. Crum 1971 [1972. Fissidens kilaueae ingår i släktet fickmossor, och familjen Fissidentaceae. Inga underarter finns listade i Catalogue of Life.